# Román Alís
Román Alís (n. Palma de Mallorca; 24 de agosto de 1931 — f. Madrid; 29 de octubre de 2006) fue un compositor español.

## Introducción
Su vocación musical surge en Barcelona, en 1947, alentada por el movimiento cultural de dicha ciudad, inexistente en el resto de poblaciones en las que había desarrollado su vida anteriormente. Paralelamente a sus estudios musicales en el Conservatorio Superior Municipal de Música de Barcelona, al lado de maestros como Luis María Millet, Juan Gibert Camins, Juan Pich Santasusana, Joaquín Zamacois y Eduard Toldrá, la música ligera adquirió una 
gran importancia en los inicios de su carrera. Intérprete, director, arreglista y compositor, trabajó para big bands, editoriales, casas discográficas y la radio. Esto, sin duda, no hubiese sido posible sin su espontánea facilidad para la creación, que le hizo componer un gran número de obras desde el primer momento.
Tras su traslado a Sevilla en 1960, obtiene al año siguiente el Primer Gran Premio de Composición en el Concurso Internacional de Divonne-les-Bains celebrado en París. En él es homenajeado por la organización, el jurado, la prensa y la Radiotelevisión Francesa, y pudo conocer personalmente a músicos de la talla de Olivier Messiaen, René Leibowitz, Jean Rivier y Louis Aubert. A los pocos meses se traslada pensionado a Divonne-les-Bains, localidad muy cercana a Ginebra (Suiza), y estrena la Symphonie de chambre, Op. 27 (1962) para orquesta de cámara. Posteriormente, en su etapa de catedrático de Contrapunto y Fuga del Conservatorio de Sevilla, es reconocido como figura relevante en la vida musical hispalense, donde estrena un gran número de obras.
A partir de 1968, tras fijar su residencia en Madrid, la figura de Román Alís, se amplía en el panorama artístico nacional e internacional. Por el aula del Real Conservatorio Superior de Música de Madrid, como Profesor de Composición, han pasado numerosas promociones de alumnos que actualmente desempeñan destacados puestos en la vida musical española. En estos años colabora igualmente como comentarista, instrumentador y compositor en el mundo del disco, la radio, el cine y la televisión.
Aproximándonos a la obra de Román Alís, nos encontramos ante una de las mayores producciones musicales españolas de la segunda mitad del siglo XX; desde su variada obra para piano, hasta otra quizás más ambiciosa como Los salmos cósmicos (1969), para 4 coros mixtos 2 grandes orquestas, Román Alís ha escrito para las más diversas formaciones instrumentales. Sus obras se caracterizan por un lenguaje absolutamente personal y rezuman una gran riqueza de ideas, trazadas bajo el dominio de una sólida técnica y una amplia formación musical además del bagaje experiencial que lleva consigo el autor. Román Alís es un músico de entrañable personalidad humana, ética y estética, alcanzada por la reflexión de su vida espiritual y cultural. Sus amplias melodías in crescendo son de una interválica muy singular, y su corpus musical se encamina hacia un neo impresionismo romántico expresionista que se traduce en una especial sonoridad surgida de su innata sensibilidad proyectada a la continua búsqueda de la de belleza.
Su conocido dominio de la orquestación nos ha ofrecido páginas de gran colorido y ductilidad, entre las cuales destacan, como las más entrañables para el propio compositor, las referidas al oratorio Jesucristo en el desierto (1985) para barítono, coro mixto y orquesta. Por otro lado, el tratamiento de la voz en Cançons de la Roda del Temps (1983), para soprano y orquesta de cuerda, nos acerca a un misticismo impregnado de ternura. Reconociéndose como músico no vanguardista de pensamiento aperturista, valora todo lo positivo de la vanguardia y de aquellos que han podido demostrar su solidez ética y estética y que han sabido conjugarla con la natural evolución de su propio tiempo.

## Biografía
| 1931    | Nace el 24 de agosto en Palma de Mallorca. |
| 1940    | Por la profesión paterna se traslada a Vigo, donde inicia el Bachillerato con los Hermanos Maristas. Se aficiona al piano. |
| 1944    | Residencia en Zaragoza, donde prosigue el Bachillerato. Primeras composiciones. |
| 1947    | Se traslada a Barcelona, ciudad donde finaliza el bachillerato. |
| 1948-59 | Estudios musicales en el Conservatorio Superior Municipal de Música de Barcelona, con los maestros Rafael Gálvez, Luis María Millet, Juan Gibert Camins, Juan Pich Santasusana, Joaquín Zamacois y Eduard Toldrá, diplomándose en Piano, Composición y Dirección de orquesta. Destaca como pianista de orquesta de música ligera o big bands en emisoras y conciertos. |
| 1950    | Se traslada a Mataró (Barcelona). |
| 1951    | Arreglista, pianista y director debig bands. Estrena sus primeras composiciones en Radio Maresma. |
| 1952    | Realiza en Ceuta el servicio militar y funda y dirige la Coral de Transmisiones. Colabora con el Conservatorio de Ceuta. |
| 1954    | Reanuda los estudios musicales y las actividades profesionales. |
| 1955    | Fija su residencia en Barcelona y prosigue su formación, actuando como pianista acompañante en grupos de cámara, así como en Radio Nacional de Barcelona y otras emisoras catalanas. |
| 1956    | Es director musical de los ballets Esbart Verdaguer y Francesc Moragas, así como de la Orquesta de Cámara de la Caixa. Estrena en el Palau de la Música Catalana de Barcelona sus primeros ballets. Vocal de las Juventudes Musicales de Barcelona. |
| 1957    | Dirige la Orquesta en la Manifestación Artística Sindical en el Palacio Nacional de Montjuich. Imparte varios ciclos de conferencias en Barcelona y otras poblaciones catalanas. Estrena en Palma de Mallorca Impresión, Op. 6 (1952) para violín y piano. |
| 1958    | Actúa y presenta su obra en los Cursos Internacionales de Extensión Cultural del Principado de Andorra y en el Ateneo de Barcelona. |
| 1960    | Se traslada a Sevilla. Colabora como compositor y arreglista con las editoriales Fiesta en Sevilla y Dakotam. |
| 1961    | Obtiene el Primer Gran Premio Internacional de Composición de Divonne-les-Bains, celebrado en París, y su obra se interpreta en la Sala Gaveau de la capital francesa, donde conoce a compositores como Olivier Messiaen, Salvador Bacarisse y Piere Colombo, entre otros, que eran miembros del jurado. Homenaje por los miembros del juzgado a la alta sociedad suiza y francesa en su honor, celebrado en Maxim, París. |
| 1962    | Es pensionado en Ginebra (Suiza). Estreno de la Symphonie de chambre, Op. 27 (1962) por la Orquesta de Cámara de Genève. Se estrena en Sevilla la música para teatro de Ondina (1962) y las Variaciones breves, Op. 31 (1962) para orquesta. |
| 1963    | Es nombrado Catedrático de Contrapunto y Fuga en el Conservatorio Superior de Música de Sevilla y Vicepresidente de las Juventudes Musicales de la misma ciudad. |
| 1964    | Es preseleccionado para el Festival de la Sociedad Internacional de Música Contemporánea (SMIC). Obtiene el Primer Premio Alemany i Vall de las Juventudes Musicales de Barcelona por la obra Dos movimientos para cuerdas, Op. 47. Su obra se interpreta en el Palau de la Música de Barcelona. |
| 1965    | Contrae matrimonio en Madrid con Albertina Domínguez |
| 1966    | Es nombrado presidente de las Juventudes Musicales de Sevilla y vocal del Patronato Municipal «Joaquín Turina». |
| 1967    | Obtiene el Premio de Arte de la Diputación de Sevilla por su obra Música para un Festival en Sevilla, Op. 60 (1967) para orquesta. |
| 1968    | Se traslada a Madrid. Obtiene la Pensión de Creatividad de la Fundación Juan March por su obra Los salmos cósmicos (1969), para coro mixto y gran orquesta. Graba para Radio Nacional de España (RNE) parte de su obra pianística junto a Esteban Sánchez y la Orquesta Sinfónica de Radiotelevisión Española (OSRTVE), dirigida por Enrique García Asensio. |
| 1970    | Figura en la Exposición y Catálogo de Compositores Catalanes celebrada en el Palau de la Música Catalana de Barcelona. Comentarista musical de Televisión Española y Radio Nacional de España (RNE). |
| 1971    | Es nombrado Profesor de Composición del Real Conservatorio Superior de Música de Madrid. |
| 1972    | Dirige la orquesta en el I Festival de la OTI, celebrado en el Palacio de Congresos de Madrid. Profesor de la Academia Soto Mesa. Conoce al compositor norteamericano Aaron Copland. |
| 1973    | Por encargo de la Comisaría General de la Música compone los Epitafios cervantinos, Op. 100 (1973) para solistas vocales, coro y orquesta, estrenada en Alcalá de Henares (Madrid). |
| 1974    | Presenta e interpreta al piano toda la música para televisión de los ciclos Cine mudo y Grifith, realizados por Televisión Española. |
| 1975    | Obtiene el Premio Unda de Emisoras Internacionales. Presenta las Semanas de Música Contemporánea de Sevilla. |
| 1976    | El Ballet de Ana Lázaro presenta su obra en Nueva York (EE. UU.). Conferencia en la casa natal Jovellanos de Gijón sobre la panorámica de la música española. |
| 1977    | Profesor de música cinematográfica en la Academia Plató 15. Cursos en el castillo de la Mota y en el palacio de Fuencisla de Toledo. Jurado del Concurso de Directores de Banda celebrado en Vitoria. |
| 1978    | Preseleccionado para el Festival de la Sociedad Internacional de Música Contemporánea (SIMC). Es nombrado asesor de la Dirección General de la Música del Ministerio de Cultura. Profesor de Composición en los cursos de Cambrils (Tarragona). Dirige la orquesta del Festival de Cambrils en el estreno de obras propias y de otros compositores actuales. Se une a Laura Negro. |
| 1979    | Por encargo de la Orquesta Nacional de España (ONE) compone y estrena en el Teatro Real de Madrid El cántico de las soledades, Op. 130 (1980) para orquesta. |
| 1981    | Obtiene el Premio de la Federación Asturiana de Masas Corales. |
| 1982    | Por encargo privado compone Cançons de la Roda del Temps, Op. 138 (1983) para soprano y orquesta de cuerda. Cursos en el Club Temporadas. |
| 1985    | Por encargo de la Fundación Principado de Asturias compone la Cantiga astur, Op. 145 (1985) para soprano, coro mixto y orquesta, estrenada en el Acto Oficial de la entrega de los Premios Príncipe de Asturias ante sus Majestades los Reyes de España. |
| 1986    | Miembro de la Society for the Promotion of New Music de Londres y de la también inglesa Aldeburgh Foundation. Imparte un curso en la Universidad de Deusto (Vizcaya). |
| 1987    | Por encargo de la Orquesta Ciutat de Barcelona (OCB), compone y estrena la obra orquestal Homenatge a Antoni Gaudí, Op. 149 en el Palau de la Música Catalana de Barcelona. Curso en el Conservatorio de Bilbao. |
| 1988    | En un homenaje-concierto en el Teatro Real de Madrid, la Orquesta Sinfónica de Asturias interpreta Cançons de la Roda del Temps, Op. 138 (1983) para soprano y orquesta de cuerda y Homenatge a Federico Mompou, Op. 150 (1987) para orquesta. Impartición de un curso en la Fundación Banco Exterior de España sobre el impresionismo musical. Finalista de los Premios Príncipe de Asturias de las Artes. |
| 1989    | El Centro para la Difusión de la Música Contemporánea (CDMC) le encarga la Sonata para dos violines, Op. 156, estrenada en Santiago de Compostela (La Coruña). |
| 1990    | Homenaje y Placa de Plata en la población de Autol por su obra inspirada en esa villa riojana. Profesor de Composición en el XIV Curso de Composición celebrado en Palma de Mallorca. |
| 1991    | Concierto homenaje, en su sexagésimo aniversario, en el Centro Nacional de Arte Reina Sofía de Madrid. Por encargo de la Comunidad de Madrid compone y estrena Estampas del Madrid goyesco, Op. 163 (1991), para coro mixto y orquesta de cámara, en el Auditorio Nacional de Madrid. |
| 1992    | Composición y estreno en París de la Sonata para saxo alto y piano, Op. 167. Jurado del Concurso de Composición de la JONDE en Tarragona. Miembro de honor de la Sociedad Heráldica Española, cargo recibido en nombre de S. A. R. don Juan de Borbón, Conde de Barcelona. |
| 1993    | Comendador de Número de la Imperial Orden Hispánica de Carlos V. |
| 1994    | Ingresa con Gran Cruz y Banda de Justicia en la Orden Militar y Hospitalaria de San Lázaro de Jerusalén. Le conceden la Baylio Gran Placa de la Imperial Orden Hispánica de Carlos V. |
| 1995    | Curso sobre lenguas musicales del siglo XX impartido en el Conservatorio Profesional de Música de Gijón. Profesor de Análisis en el IV Curso internacional de verano (Universidad Europea de Saxofón) celebrado en Alicante. Medalla de las Ciencias, Letras y Artes de la Sociedad Geográfica de Lisboa, Portugal. |
| 1996    | Concierto homenaje en el Centro Cultural de la Villa de Madrid, con la interpretación del Concierto para Piano y Orquesta de Cuerda, Op. 155. Lección magistral sobre el tema “Reflexiones sobre mi composición musical”, en la inauguración del curso 1996/97 del Conservatorio Profesional de Música Arturo Soria de Madrid. Concierto homenaje de la Fundación Juan March con motivo de la jubilación de la cátedra de Composición del Real Conservatorio Superior de Música de Madrid. Profesor de análisis en el Curso Internacional de Saxofón celebrado en San Juan (Alicante). |
| 1997    | Conferencia sobre su obra en el Conservatorio Profesional de Música Teresa Berganza de Madrid. Concierto homenaje a Román Alís en el Auditorio Nacional de Música de Madrid con la audición de diferentes composiciones pertenecientes a sus discípulos más sobresalientes. Grave percance de salud que le obliga a llevar un marcapasos. |
| 1998    | Presidente del Jurado en la otorgación del Premio de Piano Frechilla-Zuloaga, celebrado en Valladolid. Conferencia sobre “El fenómeno de la música contemporánea” impartida en el Conservatorio Eduardo Martínez Tomen de Oviedo. |
| 1999    | Curso sobre La armonía del siglo XX, celebrado en el Conservatorio Superior de Música de Vigo. Conferencia en el Conservatorio de Toledo sobre la composición musical. |

## Catálogo de obras
| Año  | Opus            | Obra | Tipo de obra                      | Duración |
| ---- | --------------- | --- | --------------------------------- | -------- |
| 1947 | (f.c.)*         | La danza de los muñecos para piano. | Música solista (piano)            |          |
| 1947 | (f.c.)          | Pequeña pieza para piano. | Música solista (piano)            |          |
| 1948 | (f.c.)          | Sonata para dos pianos. | Música solista (piano)            |          |
| 1948 | (f.c.)          | Sonatina para piano. | Música solista (piano)            |          |
| 1948 | (f.c.)          | Sonatina 2.ª para piano. | Música solista (piano)            |          |
| 1948 | (f.c.)          | Vals para piano. | Música solista (piano)            |          |
| 1948 | Opus 001        | Eu so nunca sospiro, Op. 1 para soprano y piano | Música vocal (piano)              |          |
| 1948 | (f.c.)          | Barcarola para piano. | Música solista (piano)            |          |
| 1948 | (f.c.)          | Preludio para piano. | Música solista (piano)            |          |
| 1948 | (f.c.)          | Sonata 2.ª para piano. | Música solista (piano)            |          |
| 1948 | Opus 002        | Suite para piano, Op. 2 | Música solista (piano)            |          |
| 1948 | (f.c.)          | Vals 2.º para piano. | Música solista (piano)            |          |
| 1950 | (f.c.)          | 8 estudios para piano. | Música solista (piano)            |          |
| 1950 | Opus 004        | Pentacordos, Op. 4 para piano | Música solista (piano)            |          |
| 1950 | (f.c.)          | Kyrie para voces u órgano. | Música vocal (órgano)             |          |
| 1950 | (f.c.)          | Nocturno para piano. | Música solista (piano)            |          |
| 1950 | Opus 003        | Sola..., Op. 3 para soprano y piano | Música vocal (piano)              |          |
| 1950 | (f.c.)          | Sonata 3.ª para piano. | Música solista (piano)            |          |
| 1950 | Opus 005        | Teño medo, Op. 5 para soprano y piano | Música vocal (piano)              |          |
| 1951 | (f.c.)          | Fantasía 1.ª para piano. | Música solista (piano)            |          |
| 1951 | (f.c.)          | Fantasía 2.ª para piano. | Música solista (piano)            |          |
| 1951 | (f.c.)          | Fantasía 3.ª para piano. | Música solista (piano)            |          |
| 1951 | (f.c.)          | Vals 3.º para piano. | Música solista (piano)            |          |
| 1952 | (f.c.)          | 2 piezas para piano. | Música solista (piano)            |          |
| 1952 | Opus 005        | Impresión, Op. 6 para violín y piano | Música de cámara (violín y piano) |          |
| 1952 | (f.c.)          | Meditación para trompa, celesta, arpa y cuerda. | Música instrumental               |          |
| 1952 | (f.c.)          | Meditación sinfónica para flauta, oboe, clarinete, fagot y cuerdas. | Música instrumental               |          |
| 1952 | (f.c.)          | Nocturno 2.º para piano. | Música solista (piano)            |          |
| 1952 | (f.c.)          | Nocturno 3.º para piano. | Música solista (piano)            |          |
| 1952 | (f.c.)          | Sol de la mañana para soprano y piano. | Música vocal (piano)              |          |
| 1952 | (f.c.)          | Sonata 4.ª para piano. | Música solista (piano)            |          |
| 1952 | (f.c.)          | Sonata para violín y piano. | Música de cámara (violín y piano) |          |
| 1952 | (f.c.)          | Toccata 1.ª para violín y piano. | Música de cámara (violín y piano) |          |
| 1952 | (f.c.)          | Toccata 2.ª para violín y piano. | Música de cámara (violín y piano) |          |
| 1952 | (f.c.)          | Trío para flauta, violín y piano. | Música de cámara                  |          |
| 1953 | (f.c.)          | 5 corales «espiritualidades» para coro. | Música coral                      |          |
| 1953 | Opus 006bis     | Impresión núm. 2, Op. 6 bis para flauta y piano. | Música de cámara (violín y piano) |          |
| 1953 | (f.c.)          | La mare de deu d’agosto para coro. | Música coral                      |          |
| 1953 | (f.c.)          | Voces del alma n.º I para violín y piano. | Música de cámara (violín y piano) |          |
| 1954 | Opus 007        | O toque da alba, Op. 7 para soprano y piano | Música vocal (piano)              |          |
| 1954 | (f.c.)          | Pequeña pieza para clarinete y piano. | Música de cámara                  |          |
| 1954 | (f.c.)          | Poema sinfónico para voces y orquesta. |                                   |          |
| 1953 | -               | Poemas para cobla | Música de cobla                   |          |
| 1954 | (f.c.)          | Voces del alma n.º 2 para violín y piano. | Música de cámara (violín y piano) |          |
| 1955 | Opus 009        | Agora, Op. 9 para soprano y piano | Música vocal (piano)              |          |
| 1955 | Opus 008        | Huacca-China, Op. 8 para soprano y conjunto musical [Ciudad durmiente - El sueño del caimán] |                                   |          |
| 1955 | (f.c.)          | Jardiner de la reina para contralto y piano. | Música vocal (piano)              |          |
| 1955 | (f.c.)          | Trío para violín, violonchelo y piano. | Música de cámara                  |          |
| 1955 | (f.c.)          | Un tiempo de cuarteto para cuarteto de cuerda. | Música de cámara                  |          |
| 1955 | (f.c.)          | Voces del alma n.º 3 para violín y piano. | Música de cámara (violín y piano) |          |
| 1956 | -               | Ball de Garlandes para cobla | Música de cobla                   |          |
| 1956 | -               | L’Esquerrana para cobla | Música de cobla                   |          |
| 1956 | Opus 011        | Meu pensamento, Op. 11 para soprano y piano | Música vocal (piano)              |          |
| 1951 | Opus 010        | No eres, Op. 10 para voz y piano | Música vocal (piano)              |          |
| 1956 | (f.c.)          | Voces del alma n.º 4 para violín y piano. | Música de cámara (violín y piano) |          |
| 1957 | Opus 013        | Adiós, Op. 13 para soprano y piano | Música vocal (piano)              |          |
| 1957 | -               | Contrapás para cobla | Música de cobla                   |          |
| 1957 | -               | Cuadro de mar para cobla | Música de cobla                   |          |
| 1957 | Opus 012        | Cuatro piezas breves, Op. 12 para piano | Música solista (piano)            |          |
| 1957 | -               | Majorales para cobla | Música de cobla                   |          |
| 1957 | -               | Pere Galleri para cobla | Música de cobla                   |          |
| 1957 | -               | Pitulineta para cobla | Música de cobla                   |          |
| 1957 | -               | Xatulineta para cobla | Música de cobla                   |          |
| 1958 | Opus 015        | Cada noite, Op. 15 para soprano y piano | Música vocal (piano)              |          |
| 1958 | Opus 014        | El mariner, Op. 14 para voz y piano | Música vocal (piano)              |          |
| 1958 | Opus 016        | Noemi, Op. 16 para coro mixto | Música coral                      |          |
| 1958 | Opus 018        | Poemas de la Baja Andalucía, Op. 18 para piano [Niños - Nubes - Fiesta - Siesta - Canción] | Música solista (piano)            |          |
| 1958 | Opus 017        | Poesía de estío, Op. 17 para coro mixto | Música coral                      |          |
| 1958 | Opus 020        | Al lado de mi cabaña, Op. 20 para voz y piano |                                   |          |
| 1959 | Opus 019        | Alleluia, Op. 19 para coro mixto | Música coral                      |          |
| 1959 | Opus 021        | Pater noster, Op. 21 para coro mixto | Música coral                      |          |
| 1960 | Opus 022        | Cuarteto de cuerdas, Op. 22 | Música de cámara                  |          |
| 1960 | Opus 023        | Pastorcito que te vas, Op. 23 para voz y piano | Música vocal (piano)              |          |
| 1961 | Opus 024        | Música para diez instrumentos de viento, Op. 24 |                                   |          |
| 1961 | Opus 025        | Poemas de la seguiriya gitana, Op. 25 para voz y piano [Paisaje - Sorpresa - Baladilla de los tres ríos] | Música vocal (piano)              |          |
| 1961 | Opus 026        | Sonatina, Op. 26 para piano | Música solista (piano)            |          |
| 1962 | Opus 027        | Symphonie de chambre, Op. 27 para orquesta de cámara ( E: VIII Festival Internacional de Música de Cámara de Divonne-les-Bains, Teatro del Parque, Divonne-les-Bains (Francia) – 2.7.1962 – Orquesta de Cámara de Genève, dir Pierre Colombo G: RSR. Encargo del Festival de Divonne-les-Bains. «A Fleury Creton, Louis-Bernard Levy y Maurice Werner».)\|\| Música orquestal \|\| 20:00 |                                   |          |
| 1962 | Opus 028        | Sonata para flauta y piano, Op. 28 | Música de cámara                  |          |
| 1962 | Opus 031        | Variaciones breves, Op. 31 para orquesta (E: Teatro Lope de Vega, Sevilla – 16.12.1962 – Agrupación de Cámara de Sevilla, dir Luis Izquierdo. «A Luis Izquierdo». La obra consta de 42 variaciones.) | Música orquestal                  |          |
| 1963 | Opus 038        | Hacia Belem, Op. 38 para coro mixto a tres voces (I versión) | Música coral                      |          |
| 1963 | Opus 036        | Nocturnos de la luna gitana, Op. 36 para soprano y conjunto instrumental [Allegro del verde viento - Andante, quasi preludio del alba - Lento de la pena morena ] |                                   |          |
| 1963 | Opus 034        | Preludio y cante, Op. 34 para flauta | Música solista (flauta)           |          |
| 1963 | Opus 032        | Sonata para guitarra, Op. 32 | Música solista (guitarra)         |          |
|      | Opus 035        | Espejismos Sonoros, Op. 35, para guitarra | Música solista (guitarra)         |          |
|      | Opus 037        | Salmo XXI de David, Op. 37 para coro y conjunto instrumental | Música coral (instrumentos)       |          |
| 1963 | Opus 039        | Tres corales de estío, Op. 39 para coro mixto [Recuerdas - Aguas puras de tu amor - Cavaré...] | Música coral                      |          |
| 1964 | Opus 040        | Canciones de mirador, Op. 40 para voz y piano [Marina - Molinos de viento - Campo y cielo] |                                   |          |
| 1964 | Opus 044        | Coral, tema e imitación, Op. 44 para órgano | Música solista (órgano)           |          |
| 1964 | Opus 041        | Cuatro imágenes playeras, Op. 41 para piano [Amanecer de estío - Mar andaluza - Orilla marismeña - Nocturno de luna marinera] | Música solista (piano)            |          |
| 1964 | Opus 047        | Dos movimientos para cuerdas, Op. 47 para orquesta de cuerda [1. Lento dolcissimo – 2. Allegro vivo e con brio] (E: Palau de la Música Catalana, Barcelona – 7.3.1965 – Orquesta de Cámara de Barcelona, dir Antoni Ros Marbá. «A Antoni Ros Marbá». I Premio Alemany i Vall de Juventudes Musicales de Barcelona.) | Música orquestal                  | 14:00    |
| 1964 | Opus 048        | Fum, fum, fum, Op. 48 para coro mixto | Música coral                      |          |
|      | Opus 049        | Cuatro Piezas para Saxo, Op. 49 | Música solista                    |          |
| 1964 | Opus 046        | Sinfonietta, Op. 46 para orquesta [1. Allegro con allegreza – 2. Andante un poco lento quasi adagio – 3. Allegro con brio] (E: Teatro Lope de Vega, Sevilla – 8.9.1964 – Orquesta Filarmónica de Sevilla, dir Luis Izquierdo G: RNE «A Albertina Domínguez, mi futura esposa».)\|\| Música orquestal \|\| 21:00 |                                   |          |
| 1964 | Opus 045        | Sonata para piano, Op. 45 | Música solista (piano)            |          |
| 1964 | Opus 042        | Tema con variaciones, Op. 42 para piano | Música solista (piano)            |          |
| 1964 | Opus 043        | Trío para violín, violonchelo y piano, Op. 43 | Música de cámara                  |          |
| 1966 | Opus 056        | Estudio I para violín y piano, Op. 56 | Música de cámara (violín y piano) |          |
| 1966 | Opus 058        | Estudio para trompa y piano, Op. 58 | Música de cámara                  |          |
| 1966 | Opus 057        | Estudio para viola y piano, Op. 57 | Música de cámara                  |          |
| 1966 | Opus 052        | Opus cámara, Op. 52 para piano | Música solista (piano)            |          |
| 1966 | Opus 054        | Sonata para clarinete en la y piano, Op. 54 | Música de cámara                  |          |
| 1966 | Opus 050        | Suite para orquesta, Op. 50 [1. Fanfarria – 2. Allemande – 3. Courante – 4. Zarabanda – 5. Giga] (E: Teatro San Fernando, Sevilla – 6.3.1966 – Orquesta Filarmónica de Sevilla, dir Román Alís) | Música orquestal                  | 17:00    |
| 1967 | Opus 059        | Estudio II para violín y piano, Op. 59 | Música de cámara (violín y piano) |          |
| 1967 | Opus 062        | Estudio para contrabajo y piano, Op. 62 | Música de cámara                  |          |
| 1967 | Opus 061        | Estudio para violonchelo y piano, Op. 61 | Música de cámara                  |          |
| 1967 | Opus 064        | Misa simple, Op. 64 para coro mixto y órgano [Kyrie - Agnus - Credo - Sanctus - Gloria] |                                   |          |
| 1967 | Opus 060        | Música para un Festival en Sevilla, Op. 60 para orquesta [1. Sonatina del alba – 2. Cantares a la siesta del estío – 3. Nocturnos de fiestas] (E: XIII Festival de Sevilla, Festivales de España, Teatro Lope de Vega, Sevilla – 22.9.1967 – Orquesta Filarmónica de Sevilla, dir Luis Izquierdo G: RNE) Premio de Arte de la Excelentísima Diputación de Sevilla (1967).)\|\| Música orquestal \|\| 15:00 |                                   |          |
| 1967 | Opus 065        | Preludio, fantasía y tocata, Op. 65 para piano | Música solista (piano)            |          |
| 1968 | Opus 071        | Atmósferas, Op. 71 para clarinete y piano | Música de cámara                  |          |
| 1968 | Opus 069        | Frase, Op. 69 para piano | Música solista (piano)            |          |
| 1968 | Opus 070 (f.c.) | Sintonía, Op. 70 para orquesta (El original se halla extraviado en los archivos de RTVE.) | Música orquestal                  |          |
| 1968 | Opus 066        | Tocata a la fuga de un ritmo gitano, Op. 66 para piano | Música solista (piano)            |          |
| 1968 | Opus 067        | Tres piezas para órgano, Op. 67 | Música solista (órgano)           |          |
| 1969 | Opus 072        | Los días de la semana, Op. 72 para piano [Lunes (la Luna) - Martes (Marte) - Miércoles (Mercurio) - Jueves (Júpiter) - Viernes (Venus) - Sábado (Saturno) - Domingo (el Sol) ] | Música solista (piano)            |          |
| 1969 | Opus 080        | Los salmos cósmicos, Op. 80. Superposiciones coral-sinfónicas sobre un canto al universo. (Texto de Román Alís basado en una actualización de los salmos). 4 coros mixtos y orquesta. Encargo de la Fundación Juan March. El manuscrito original de la obra se encuentra en la Biblioteca de Música Contemporánea de la Fundación Juan March de Madrid.) | Música orquestal                  | 50:00    |
| 1969 | Opus 077        | Ocho canciones populares españolas, Op. 77 para piano [Ya se van los pastores (Leonesa) - Romance de ciego (Gallega) - Morito, pititón (Burgalesa) - Mi abuelo tenía un huerto (Asturiana) - La pastorcita (Catalana) - El marinero (Catalana) - El ermitaño (Leonesa) - Canción de Olivareros (Mallorquina)] | Música solista (piano)            |          |
| 1969 | Opus 073        | Suite para guitarra, Op. 73 | Música solista (guitarra)         |          |
| 1969 | Opus 079        | Variaciones melódicas para oboes, Op. 79 | Música solista (oboe)             |          |
| 1970 | Opus 083        | El cant de Lorelei, Op. 83 para soprano y piano [Deliri - Image - La nit morta] | Música vocal (piano)              |          |
| 1970 | Opus 085        | Reverberaciones, Op. 85 para orquesta (E: Teatro Real, Madrid – 18.10.1970 – Orquesta Sinfónica de la Radiotelevisión Española (OSRTVE), dir Enrique García Asensio - G: RNE) «A Enrique García Asensio».) | Música orquestal                  | 13:00    |
| 1970 | Opus 081        | Rima, Op. 81 para soprano y piano | Música vocal (piano)              |          |
| 1971 | Opus 091        | Discantus atonalis, Op. 91 para piano | Música solista (piano)            |          |
| 1971 | Opus 093        | Dodecafonías, Op. 93 para flauta y piano | Música de cámara                  |          |
| 1971 | Opus 090        | Fuente clara, Op. 90 para coro mixto | Música coral                      |          |
| 1971 | Opus 088        | La cuarta palabra de Cristo en la cruz, Op. 88 para piano | Música solista (piano)            |          |
| 1971 | Opus 087        | Series sobre anillos, Op. 87 para cuarteto de cuerda | Música de cámara                  |          |
| 1972 | Opus 098        | Cuatro piezas para dos violas, Op. 98 [Fabordón - Gymel - Discantus - Organum ] |                                   |          |
| 1972 | Opus 095        | Espoir, Op. 95 para mezzosoprano y piano | Música vocal (piano)              |          |
| 1972 | Opus 097        | Quien tanto veros desea, Op. 97 para coro mixto | Música coral                      |          |
| 1973 | Opus 099        | Campus stellae, Op. 99 para conjunto musical | Música instrumental               |          |
| 1973 | Opus 101        | El Sommi, Op. 101 para soprano y conjunto musical | Música vocal (instrumental)       |          |
| 1973 | Opus 100        | Epitafios cervantinos, Op. 100 para soprano, contralto, tenor, bajo, coro y orquesta (Miguel de Cervantes) [1. Al caballero mal andante y a Sancho su escudero – 2. A Dulcinea rolliza y fea – 3. Al hidalgo loco y cuerdo.] (E: Semanas Cervantinas de Alcalá de Henares, Capilla de San Ildefonso de la Universidad, Alcalá de Henares, Madrid – 26.4.1973 – Elvira Padín, Vida Bastos, José Foronda, Jesús Zazo, Orquesta Sinfónica de Madrid (OSM), dir Vicente Spiteri. - G: RNE) Encargo de la Comisaría General de la Música con destino a las Semanas Cervantinas de Alcalá de Henares. «A Antonio Iglesias». Existe un ejemplar encuadernado en la colección Cervantina de la Biblioteca Musical Municipal de Madrid.) \|\| Música coral \|\| 39:00                                                  |                                   |          |
| 1974 | Opus 102        | La flor de la cañada, Op. 102 para coro mixto | Música coral                      |          |
| 1975 | Opus 104        | Dilataciones, Op. 104 para piano | Música solista (piano)            |          |
| 1975 | Opus 103        | El sueño de un poeta, Op. 103 para coro mixto | Música coral                      |          |
| 1975 | Opus 108        | Juguetes, Op. 108 para piano [La ratita saltarina - La muñeca andarina - El gatito dormilón - El osito blanco - El viejo mago - El caballo de cartón - El pequeño bebé] | Música solista (piano)            |          |
| 1976 | Opus 112        | Cántico para órgano y orquesta, Op. 112 (E: Catedral, Sevilla – 6.12.1976 – José Ayarra, Orquesta Filarmónica de Sevilla, dir Luis Izquierdo. Encargo de la Caja de Ahorros San Fernando de Sevilla.) | Música orquestal                  | 16:00    |
| 1977 | Opus 116        | Balada de las cuatro cuerdas, Op. 116 para viola y piano. Dedicado a Mari Cruz Galatas | Música de cámara                  |          |
| 1977 | Opus 115        | Rondó de danzas breves, Op. 115 para piano | Música solista (piano)            |          |
| 1977 | Opus 117        | Tres canciones amorosas para Contxa, Op. 117, para voz y piano [Otoño - Plenitud - Encuentro] |                                   |          |
| 1978 | Opus 120        | Aleluyas a la Resurección de Cristo, Op. 120 para coro mixto y conjunto musical [Aleluya de la Tierra - Aleluya de los Cielos - Aleluya de los Hombres - Aleluya de los Muertos - Aleluya del Universo] |                                   |          |
| 1978 | Opus 124        | Meeres Stille, Op. 124 para voz y piano | Música vocal (piano)              |          |
| 1978 | Opus 121        | Salauris, Op. 121 para orquesta (E: Festival de Música de Cámara, Cambrils, Tarragona – 6.7.1978 – Orquesta del Festival de Cambrils, dir Román Alís.) Encargo del festival de Cambrils) | Música orquestal                  | 14:00    |
| 1978 | Opus 118        | Todos los niños cantan y bailan, Op. 118 Ballet infantil basado en temas populares de carácter infantil, para cuerpo de baile, coro de niños y orquesta infantil (melódica, 4 flautas de pico, 2 violines, carillón soprano y alto, xilófono soprano, alto y bajo, 2 percusionistas, piano, 2 guitarras) [1. Introducción – 2. Antón pirulero – 3. Qué hermoso pelo tienes – 4. La viudita del Conde Laurel – 5. Tengo una muñeca – 6. Mambrú se fue a la guerra – 7. Que llueva – 8. El patio de mi casa – 9. Cucú cantaba la rana – 10. Quisiera ser tan alta...] (E: Centro Cultural de la Villa, Madrid – 18.2.1978 – Ballet infantil de Ana Lázaro, Agrupación Coral-instrumental de Juventudes Musicales de Alcalá de Henares, dir Ángel Manzanal, encargo de Ana Lázaro.)                              | Ballet                            | 120:00   |
| 1979 | Opus 128        | Concierto para flauta de pico y cuerdas, Op. 128 [I. Moderato tranquilo –2. Allegretto expresivo] (E: Festival Internacional de Música de Cambrils, Pinaret de Carles Roig, Cambrils, Tarragona – 21.7.1979 – Mariano Martín, Orquesta del Festival (Sección de cuerda), dir Román Alís. - G: RNE) |                                   | 11:00    |
| 1979 | Opus 127        | María de Mágdala, Op. 127. Oratorio para soprano, recitador, corno inglés, coro mixto y orquesta de cuerda. (Texto de Román Alís) [1. Al alba del Yon Rischom – 2. La Noemi del valle – 3. La colina de la calavera] (E: XVIII Semana de la Música Religiosa de Cuenca, iglesia de San Miguel, Cuenca – 12.4.1979 – María Orán, Antonio Medina, Jesús María Corral, Coro de la Agrupación Española de Cámara de Madrid, dir Odón Alonso (dir coro Pascual Ortega) - G: RNE) Encargo de la XVIII Semana de Música Religiosa de Cuenca.) | Oratorio                          | 36:00    |
| 1980 | Opus 130        | Cántico de las soledades, Op. 130 para orquesta (E: Teatro Real, Madrid – 29.2.1980 – Orquesta Nacional de España (ONE), dir Antoni Ros Marbá.) «A Laura Negro». Encargo de la Orquesta Nacional de España (ONE).) | Música orquestal                  | 26:00    |
| 1981 | Opus 132        | Tañimiento, Op. 132 para guitarra | Música solista (guitarra)         |          |
| 1981 | Opus 131        | Tres hojitas madre, Op. 131 para coro mixto | Música coral                      |          |
| 1982 | Opus 135        | Ámbitos, Op. 135 para saxofón alto | Música solista (saxo)             |          |
| 1982 | Opus 136        | Arriba Galán, Op. 136 para coro mixto | Música coral                      |          |
| 1982 | Opus 133        | Tierra del alba, Op. 133 para coro mixto | Música coral                      |          |
| 1983 | Opus 138        | Canços de la Roda del Temps, Op. 138. (Salvador Espriu) Ciclo de canciones para soprano, arpa y orquesta de cuerda. [I. Cançó d'albada – II. Cançó de la mort a l'alba – III. Cançó de la plenitud del mati – IV. Cançó del mati encalmat – V. Cançó de la mort resplendet – VI. Cançó de la vinguda de la tarda – VII. Cançó de pas de la tarda – VIII. Cançó del capvespre – IX. Cançó de la mort callada – X. Cançó del triomf de la nit – XI. Per a ser cantada en la meva nit – XII. Just abans de laudes] (Existe una reducción para voz y piano) (E: Iglesia de Santo Tomás, Avilés, Asturias – 11.4.1984 – Carmen Bustamante, Orquesta Sinfónica de Asturias, dir Víctor Pablo Pérez - G: RNE (3, 8, 9 y 12) – LP) Encargo privado. Existe una reducción para soprano y piano realizada por el autor) | Música vocal                      | 21:00    |
| 1983 | Opus 137        | Cantiga de aldeanus, Op. 137 para coro mixto | Música coral                      |          |
| 1983 | Opus 140        | Melodía, Op. 140 para violín y piano | Música de cámara (violín y piano) |          |
| 1983 | Opus 139        | Tú, Op. 139 para voz y piano (Existe una versión para violonchelo y piano con el título de Canción) |                                   |          |
| 1984 | Opus 142        | Septentrión, Op. 142 para conjunto instrumental [Alfa - Beta - Delta - Eta - Epsilon - Gamma - Zeta] |                                   |          |
| 1984 | Opus 144        | Sonad campanitas, Op. 144 para soprano y piano | Música vocal (piano)              |          |
| 1985 | Opus 145        | Cantiga astur, Op. 145 para soprano, coro mixto y orquesta (Texto popular). [1. Allegro mosso e con brio – 2. Añada. Moderato tierno y expresivo, un poco rubato – 3. Vivo con brío y muy rítmico] (E: Solemne Acto de Entrega de los Premios Príncipe de Asturias, Teatro Campoamor, Oviedo – 5.10.1985 – Josefina Arsegui, Coro de la Fundación Principado de Asturias, Orquesta Sinfónica de Asturias, dir Víctor Pablo Pérez (dir coro Víctor Pablo Pérez) Encargo de la Fundación Príncipe de Asturias. Dedicada al Excelentísimo Señor Don Pedro Masaveu.) |                                   | 35:00    |
| 1985 | Opus 141        | Jesucristo en el desierto, Op. 141 oratorio para barítono coro mixto y orquesta (Texto de las Sagradas Escrituras). (E (1.ª palabra): VII Semana de Música de Avilés, iglesia de Santo Tomás, Avilés, Asturias – 11.4.1984 – Gregorio Poblador, capilla Polifónica Ciudad de Oviedo, Orquesta Sinfónica de Asturias, dir Víctor Pablo Pérez - E (integral): VII Semana de Música de Avilés, catedral, Oviedo, Asturias – 27.3.1985 – Alfonso Echevarría, Coro Universitario de Oviedo, Orquesta Sinfónica de Asturias, dir Víctor Pablo Pérez (dir coro Miguel A. Campos). Encargo de la Semana de Música de Áviles. \|\| Oratorio \|\| 47:00 |                                   |          |
| 1985 | Opus 143        | Les chalumeaux gracieux, Op. 143 para dos clarinetes [Divertimento - Canon - Fughetta - Motivo - Ostinato - Vals - Final] |                                   |          |
| 1985 | Opus 146        | Melodía, Op. 146 para violín y piano | Música de cámara (violín y piano) |          |
| 1986 | Opus 147        | Melodía, Op. 147 para violín y piano | Música de cámara (violín y piano) |          |
| 1986 | Opus 148        | Melodía, Op. 148 para violín y piano | Música de cámara (violín y piano) |          |
| 1987 | Opus 149        | Homenatge a Antoni Gaudí, Op. 149 para orquesta. Cantic simfonic (E: Palau de la Música Catalana, Barcelona – 4.4.1987 – Orquesta Ciudad de Barcelona (OCB), dir Víctor Pablo Pérez G: RNE) Encargo de la Orquesta Ciudad de Barcelona.)\|\| Música orquestal \|\| 19:00 |                                   |          |
| 1987 | Opus 150        | Homenatge a Federico Mompou, Op. 150 para orquesta (E: Teatro Campoamor, Oviedo – 12.11.1987 – Orquesta Sinfónica de Asturias, dir Víctor Pablo Pérez G: RNE Encargo de la Orquesta Sinfónica de Asturias.)\|\| Música orquestal \|\| 25:00 |                                   |          |
| 1988 | Opus 151        | Melodía, Op. 151 para violín y piano | Música de cámara (violín y piano) |          |
| 1989 | Opus 152        | Autol, Op. 152. 42'; Cuatro estampas sinfónicas para orquesta [1. Amanecer. El río Cidacos y el desfiladero – 2. La ermita de la Virgen de Nieva – 3. La leyenda del viejo castillo – 4. El picuezo y la picueza] (Estreno: Auditorio Municipal, Logroño – 9.6.1989 – Orquesta Sinfónica de Euskadi, dir Manuel Galduf. Encargo de la Asociación Promúsica Fermín Gurbindo. «A la memoria de Fermín Gurbindo».) | Música orquestal                  | 42:00    |
| 1989 | Opus 155        | Concierto para piano y orquesta de cuerda, Op. 155 [I. Adaggietto affecttuoso – 2. Allegrissimo spiritoso – 3. Allegro moderato e con brío] (E: Teatro Principal, Alicante – 29.11.1991 - José Ortiga -, Orquesta de la Comunidad de Madrid, dir Miguel Groba. Encargo de la ONCE. «A José Ortiga».) | Música orquestal                  | 34:00    |
| 1989 | Opus 153        | Fantasía para guitarra, Op. 153 | Música solista (guitarra)         |          |
| 1989 | Opus 038        | Hacia Belem, Op. 38 para coro mixto a cuatro voces (2.ª versión) | Música coral                      |          |
| 1989 | Opus 154        | Himno de la Liga Naval Española, Op. 154 para coro masculino y banda |                                   |          |
| 1989 | Opus 156        | Sonata para dos violines, Op. 156 | Música de cámara                  |          |
| 1990 | Opus 158        | Discantus sobre el salmo XLVI de David, Op. 158 para coro femenino | Música coral                      |          |
| 1990 | Opus 160        | Melodía, Op. 160 para violín y piano | Música de cámara (violín y piano) |          |
| 1991 | Opus 161        | Aria y danza, Op. 161 para orquesta [1. Aria – 2. Danza] (E: Auditorio Nacional, Madrid – 11.4.1991 – Orquesta Nacional de España (ONE), dir Luis Aguirre.) «A Laura Negro») | Música orquestal                  | 12:00    |
| 1991 | Opus 163        | Estampas del Madrid goyesco, Op. 163 (Andrés Ruiz Tarazona) para coro mixto y orquesta [I. Pórtico. Ronda de Seguidillas. Baile de majas en el Manzanares – II. Camino del Pardo. El Majo de la guitarra – III. Trocha de la insurrección. Los fusilamientos del 3 de mayo en la montaña del Príncipe Pío] (Preestreno): Ermita de San Marcos, San Martín de la Vega, Madrid, Orquesta de la Comunidad de Madrid, dir Miguel Groba - E: Auditorio Nacional de Música, Madrid – 2.5.1991 – Coro de la Comunidad de Madrid, dir Miguel Groba - G: CD – MC). Encargo de la Comunidad de Madrid.) \|\| Música coral \|\| 30:00 |                                   |          |
| 1991 | Opus 165        | Evocando al poeta... Rubén Darío, Op. 165. Cuatro canciones para soprano y orquesta. (Texto de Rubén Darío) [I. Dice mía. – II. ¡Aleluya!. – III. Vésper – IV. Pájaros de las islas] (Existe una versión para soprano y piano) (E: Auditorium, Palma de Mallorca – 30.1.1992 – Enriqueta Tarrés, Orquesta Sinfónica de Baleares, dir Anthony Moors Encargo de la Orquesta Sinfónica de Baleares.)\|\| Música vocal (orquestal) \|\| 30:00 |                                   |          |
| 1991 | Opus 166        | Melodía, Op. 166 para violín y piano | Música de cámara (violín y piano) |          |
| 1991 | Opus 164        | Variaciones ornamentales, Op. 164 para violín |                                   |          |
| 1992 | Opus 167        | Sonata para saxo alto y piano, Op. 167 |                                   |          |
| 1993 | Opus 171        | Canción de la vanidad, Op. 171 para coro mixto | Música coral                      |          |
| 1993 | Opus 170        | Para Ángela, Op. 170 para piano |                                   |          |
| 1993 | Opus 168        | Passaglia para trompeta y órgano, Op. 168 |                                   |          |
| 1994 | Opus 172        | Tres bagatelas, Op. 172 para saxofón alto y piano |                                   |          |
| 1995 | Opus 173        | Canciones visnavas, Op. 173 para soprano, flauta y piano [Esta mañana - Saki] | Música vocal (instrumental)       |          |
| 1995 | Opus 175        | Sis remembranças a Eduard Toldrá, Op. 175, para violín y orquesta de cuerda [I. Sol ixent (vilanova i la Geltrú) – 2. La renaixença (Barcelona) 3. La noia que semblava una melodía de Schumann (Castelló d'Empuries) – 4. La casona d'estiu (Cantallops) – 5. La Ciseta – 6. Sol ponent ] (E: Concierto Homenaje a Eduard Toldrá, Sala Cultural de Caja Madrid, Barcelona – 26.10.1995 – Manuel Villuendas, Orquesta de Cámara Eduard Toldrá, dir Manuel Villuendas - G: RNE) |                                   | 34:00    |
| 1996 | Opus 176        | Adagietto, Op. 176 para cuarteto de cuerda |                                   |          |
| 1996 |                 | Canción para violonchelo y piano | Música de cámara                  |          |
| 1996 | Opus 180        | Resonancias de la Antequeruela alta, Op. 180 para clave |                                   |          |
| 1996 | Opus 133        | Tierra del alba, Op. 133 para cuarteto de cuerda | Música de cámara                  |          |
| 1997 | Opus 184        | Acordaos, Op. 184 para soprano y piano | Música vocal (piano)              |          |
| 1997 | Opus 186        | Céfiros al alba de Sunion, Op. 186 para gran coro mixto | Música coral                      |          |
| 1997 | Opus 182        | Introducció a mort de dama, Op. 182 [El barri antic - Els gats - A l’altre cap de la ciutat] |                                   |          |
| 1997 | Opus 187        | La noche santa, Op. 187 para coro mixto | Música coral                      |          |
| 1997 | Opus 181        | Saxoxas, Op. 181 para saxofón alto y piano |                                   |          |
| 1997 | Opus 185        | Tres morfologías, Op. 185 para violín y violonchelo |                                   |          |
| 1997 | Opus 183        | Trío para flauta, clarinete y piano, Op. 183 | Música de cámara                  |          |
| 1998 | Opus 188        | Reverie, Op. 188. Ensueño sinfónico para orquesta (E: XIV Festival Internacional de Música Contemporánea de Alicante, Teatro Principal, Alicante – 24.9.1998 – Orquesta Nacional de Oporto, dir Manuel Ivo Cruz G: RNE Encargo del Centro para la Difusión de la Música Contemporánea (CDMC) del Ministerio de Cultura para el Festival Internacional de Música Contemporánea de Alicante, 1998. «A Laura Negro»)\|\| Música orquestal \|\| 13:00 |                                   |          |
| 1999 | Opus 190        | Divertimento, Op. 190 para cuarteto de saxofones | Música de cámara                  |          |
|      | -               | Orquestación de Eduardo Toldrá: Música para Seis Sonetos para Violín y Orquesta de Cuerdas | Música orquestal                  |          |
| 2006 | Opus 223        | Variaciones sobre un preludio de F. Chopin. Dedicado a Rosa Capllonch Ferrá. Estrenado en La Cartuja de Baldemossa, Mallorca |                                   |          |
| 2007 |                 | Variaciones sobre un preludio de F. Chopin. 25 de octubre. In memoriam Román Alís, Sala de conciertos de la Real Casa de la Moneda, Madrid). Patrocinado por: Real Cada de la Moneda, ACNUR, Banca march, La revista MasMallorca |                                   |          |
| 2008 |                 | Variaciones sobre un preludio de F. Chopin. 28 de octubre. In memoriam Román Alís, en New York, USA. Patrocinado por: ACNUR, B. Brooks Foundation, IBERIA, España Cooperación Cultural Exterior. |                                   |          |
| 2009 |                 | Variaciones sobre un preludio de F. Chopin. 7 de junio. In memoriam Román Alís, en Place Des Arts, Montréal, (Québec) Canadá. Patrocinado por: ACNUR, Place Des Arts, Les Broderies Pena, Embroidery, International Civil Aviation Organization. |                                   |          |
|      | -               | Música para la película La Espuela. | Música de cine                    |          |
|      | -               | Música para la película La petición. | Música de cine                    |          |
|      | -               | Música para la película Melodrama Infernal. | Música de cine                    |          |
|      | -               | Música para la película Vera, un Cuento Cruel. | Música de cine                    |          |
|      | -               | Música para Ciclo Grifith (televisión). | Música de televisión              |          |
|      | -               | Música para Cine Mudo (televisión). | Música de televisión              |          |
|      | -               | Música para El Camino (televisión). | Música de televisión              |          |
|      | -               | Música para El Hada Rebeca (televisión). | Música de televisión              |          |
|      | -               | Música para Especial Charlie Rivel (televisión). | Música de televisión              |          |
|      | -               | Música para La Mocedad del Mío Cid (televisión). | Música de televisión              |          |
|      | -               | Música para La Mujer y el Deporte (televisión). | Música de televisión              |          |
|      | -               | Música para La Promesa (televisión). | Música de televisión              |          |
|      | -               | Música para La Prudente Venganza (televisión). | Música de televisión              |          |
|      | -               | Música para La Rama Seca (televisión). | Música de televisión              |          |
|      | -               | Música para Rosaura a las 10 (televisión). | Música de televisión              |          |
|      | -               | Música para Sombras Recobradas (televisión). | Música de televisión              |          |
|      | -               | Música para la obra teatral El Cómic Cómico Ruidoso de Don Roberto. | Música de teatro                  |          |
|      | -               | Música para la obra teatral Motín de Brujas. | Música de teatro                  |          |
|      | -               | Música para la obra teatral Ondina. | Música de teatro                  |          |
|      | -               | Música para El Mosaico. (radio) |                                   |          |
(*) (f.c.) significa fuera o retirado de catálogo.

## Discografía
| año  | tipo        | Título                                         | Obra                                                              | Intérpretes                                                                                          | Discográfica                       |
| ---- | ----------- | ---------------------------------------------- | ----------------------------------------------------------------- | --- | ---------------------------------- |
| 1969 | Monográfico | Mónica                                         | Cabalgando sobre una nube.                                        | Mónica (cantante)                                                                                    | LP Vilton records 006-B            |
| 1969 | Monográfico | Mónica                                         | Cabalgando sobre una nube.                                        | Mónica (cantante)                                                                                    | LP Vilton records 006-B            |
| 1969 | Monográfico | Mónica                                         | El despertar del amor eterno.                                     | Mónica (cantante)                                                                                    | LP Vilton records 006-B            |
| 1969 | Monográfico | Mónica                                         | La montaña azul.                                                  | Mónica (cantante)                                                                                    | LP Vilton records 006-B            |
| 1969 | Monográfico | Mónica                                         | Un día sobre el ancho mar.                                        | Mónica (cantante)                                                                                    | LP Vilton records 006-B            |
| 1979 | VV.AA.      | Música Española Contemporánea                  | El Somni, Op. 101                                                 | Josefina Cubeiro (soprano), Grupo Koan, dir.: José Ramón Encinar                                     | JP ASCE I7I537/5                   |
| 1982 | Monográfico | Román Alís. Obras para piano                   | Ocho canciones populares españolas, Op. 77.                       | Alberto Gómez (piano)                                                                                | LP Etnos 04-A-XVII                 |
| 1982 | Monográfico | Román Alís. Obras para piano                   | Rondó de danzas breves, Op. 115                                   | Alberto Gómez (piano)                                                                                | LP Etnos 04-A-XVII                 |
| 1982 | Monográfico | Román Alís. Obras para piano                   | Sonata para piano, Op. 45.                                        | Alberto Gómez (piano)                                                                                | LP Etnos 04-A-XVII.                |
| 1982 | Monográfico | Román Alís. Obras para piano                   | Tema con variaciones, Op. 42.                                     | Alberto Gómez (piano)                                                                                | LP Etnos 04-A-XVII.                |
| 1986 | Monográfico | Cançons de la Roda del Temps, Op. 138          | Cançons de la Roda del Temps, Op. 138                             | Carmen Bustamante (soprano), Orquesta de Cámara, dir.: Román Alís                                    | LP CBS FM 42234                    |
| 1990 | VV.AA.      | Compositores Mallorquines                      | Poemas de la Baja Andalucía, Op. 18                               | Joan Moll (piano)                                                                                    | LP Etnos-EMI Odeón C063.063.655    |
| 1990 | VV.AA.      | Estrellas de Belén                             | Sonad campanitas, Op. 144 (Versión coro y conjunto instrumental). | Coro Codima, dir.: Elena Calavia (solista Inmaculada Martínez).                                      | MC Ediciones Paulinas I7 PCb       |
| 1991 | VV.AA.      |                                                | Ámbitos, Op. 135                                                  | Francisco Martínez (saxofón alto)                                                                    | CD RNE EMC-650                     |
| 1992 | VV.AA.      | Música española para saxofón                   | Ámbitos, Op. 135                                                  | Manuel Miján (saxofón alto)                                                                          | CD RTVE Música EMC-651             |
| 1992 | VV.AA.      | Madrid en el tiempo (II)                       | Estampas del Madrid Goyesco, Op. 163                              | Coro y Orquesta de la Comunidad de Madrid, dir.: Miguel Groba.                                       | CD/MC Comunidad de Madrid/Alpuerto |
| 1993 | VV.AA.      |                                                | Poemas de la Baja Andalucía, Op. 18                               | Alberto Gómez (piano)                                                                                | CD Several Records SCD-803         |
| 1998 | VV.AA.      | Música Española para flauta, clarinete y piano | Trío para flauta, clarinete y piano, Op. 183.                     | Trío Contemporáneo (Gabriel Castellano [flauta], Ramón Ceballos [clarinete], David Hurtado [piano]). | CD Piccolo PCCT992                 |

### Escritos de Román Alís
- I. Notas a programas de mano.

- 1967 - Ciclo de las Sinfonías de Beethoven. Programa del ciclo perteneciente a la Orquesta Filarmónica de Sevilla. Sevilla (28.I0.1966-I0.3.1967).
- 1979 - Israel en Egipto de G.F. Haendel. Programa de la Orquesta Nacional de España. Madrid (6.4.1979).
- 1979 - María de Magdala, Op. 127 de Romás Alís. Programa de la XVIII Semana de Música Religiosa de Cuenca. Cuenca (9/I5.4.1979).
- 1987 - Homenatge a Antoni Gaudí, Op. I49. Programa de la Orquesta Ciutat de Barcelona. Barcelona (4.4.1987).
- 1988 - Recordando a Mompou. Programa de la Orquesta Sinfónica de Asturias para el concierto celebrado en el Teatro Real de Madrid (19.I.1988).
- 1989 - Autol de Román Alís. Programa «In memoriam Fermín Gurbindo» de la Orquesta de Euskadi para el concierto celebrado en Logroño (9.6.1989).

- II. Artículos y prólogos.

- 1982 - Román Alís. Obras para piano. Comentario al LP monográfico de Etnos, Madrid 1982.
- 1982 - El hablar alto de los españoles. En Revista de la Prensa Española, Madrid (4.6.1982).
- 1983 - La Sinfonía. Ciclo de conferencias publicadas en la revista Temporadas, Madrid (23.II.1983-2I.I2.1983).
- 1986 - Román Alís. Cançons de la Roda del Temps, Op. 138. Comentario del LP monográfico de CBS, Madrid 1986.
- 1993 - Música española para piano. Comentario al CD de Several Records, Madrid 1993.

### Escritos sobre Román Alís
- I. Libros generales y diccionarios.

- Fernández-Cid, Antonio La Música Española en el siglo XX.
- 1960 - Valls, Manuel: La Música Catalana contemporánea, Editorial Selecta. Barcelona 1960.
- 1973 - Fundación Juan March. Madrid 1973.
- 1980 - The New Grove Dictionary of Music and Musicians, Macmillan Publishers. Londres 1980.
- 1982 - Sa Nostra. Cien años de la historia de Baleares, Caja de Ahorros y Monte de Piedad de Baleares, Salvat. 1982.
- 1988 - Varios: Diccionario de la música, Espasa Calpe. Madrid 1988.
- 1989 - Marco, Tomás: Historia de la Música Española. Siglo XX, Alianza Editorial. Madrid 1989.
- 1992 - García del Busto, José Luis: Música en Madrid, Turner. Madrid 1992.
- 2010 - Pizà, Antoni: Nits simfòniques, Ensiola. Muro, Illes Balears 2010.

- 2. Artículos.

- 1961 - Sa Nostra. Cien años de la historia de Baleares, Caja de Ahorros y Monte de Piedad de Baleares, Salvat. 1982.
- 1961 - Norberto Almandoz: El joven compositor Román Alís triunfa en París. En el diario ABC. Sevilla (diciembre de 1961).
- 1961 - Sempronio: Joven y triunfante compositor. En Diario de Barcelona. Barcelona (8.II.1961).
- 1962 - Manuel Valls: La música española después de Manuel de Falla. En Revista de Occidente. Madrid 1962.
- 1967 - José Herrero: Premios de Arte 1967 de la Diputación Provincial. El Anual de Arte al compositor Román Alís. En el diario ABC. Sevilla (22.7.1967).
- 1970 - Tomás Marco: El compositor Román Alís. Entrevista. En Revista de Bellas Artes. Madrid 1970.
- 1978 - Andrés Ruis Tarazona: Entrevista al compositor Román Alís. En Diario de Mallorca. Palma de Mallorca (6.9.1978).
- 1980 - Enrique Franco: A la búsqueda de la música española. En el diario El País. Madrid (29.II.1980).
- 1985 - Venancio Ovies: El autor de la obra Jesucristo en el desierto explica el significado de la partitura. En el diario El Comercio. Avilés (I4.3.1985).
- 1986 - Manuel Guerrero Carabantes: Román Alís. Entrevista. En la revista Monsalvat. Barcelona (diciembre de 1986).
- 1991 - Antonio Zardoya: Estreno absoluto de una obra de Román Alís. En el diario ABC. Alicante (25.II.199I).

- 3. Notas a programas de mano.

- 1961 - IV Concurso Internacional de Composición Musical de Divonne-les-Bains. Dossier del Concurso. París (octubre de 1961).
- 1970 - Una década de Música catalana 1960-1970. Libro de la exposición realizada en el Palau de la Música Catalana dentro del VIII Festival Internacional de Música de Barcelona. Barcelona 1970.
- 1978 - XVII Semana de Música Religiosa de Cuenca. Programa General. Cuenca (marzo de 1978).
- 1985 - Acto de entrega de los Premios Príncipe de Asturias 1985. Oviedo 1985.
- 1990 - IV Xornadas de Música Contemporánea. Programa de las jornadas. Santiago de Compostela (marzo de 1990).
- 1996 - Homenaje a Román Alís. Aula de Reestrenos de la Fundación Juan March. Fundación Juan March. Madrid (noviembre de 1996).
- 1997 - Compositores en la Radio (30 Aniversario de Radio Clásica). INAEM-RNE. Madrid 1997.
- 1998 - XIV Festival Internacional de Música Contemporánea de Alicante. Programa del Festival. Alicante (septiembre de 1998).